# 6887 Hasuo
6887 Hasuo (1951 WH) là một tiểu hành tinh vành đai chính được phát hiện ngày 24 tháng 11 năm 1951 bởi M. Laugier ở Nice.